# Guersif
Guercif (en árabe: جرسيف) es una ciudad de Marruecos   ubicada en la región del Oriental, al noreste del reino, que consta con 16.000 habitantes en 2022. Es la capital de la provincia de Guercif. La ciudad está bordeada al norte  y por el Medio Atlas al sur , es una de las ciudades más populares del norte de Marruecos.

## Topónimo
El nombre de Guercif viene del bereber Gar Wassif, que significa literalmente el lugar donde se encuentran los ríos. Guercif por lo tanto significa en árabe la ciudad que se construye en la confluencia de tres ríos.

## Geografía
Guercif se encuentra a 135 km al sur de la provincia de Nador y a 170 km al norte de la ciudad de Missour, siguiendo la Carretera Nacional N15. Hacia el oeste, a una distancia de 65 km, se encuentra la ciudad de Taza, mientras que al este, a 160 km, se localiza la ciudad de Oujda, la capital de la región Oriental.

## Historia
La ciudad de Guercif era el feudo de la tribu del Houara, tribu del Marruecos oriental. Hoy esta tribu ha conservado sus costumbres berbères. Aunque la población sea mayoritariamente arabofona (Houara y Ahl Rechida), los bereberes forman la inmensa mayoría de la población. Las demás tribus bereberes vecinas del Marruecos oriental, los Ibdarsen (Mtalsa), los Igzenayen (Gzenaya) y los Haya Bouyahyi del Rif así como los Haya Ourayen del Medio Atlas, han emigrado hacia la ciudad. Los rifeños representan una gran parte de la población de Guercif. 

## Transporte
La ciudad de Guercif posee de Petit Taxis verdes que permiten desplazarse adentro de la ciudad. Para poder abandonar la ciudad hay taxis blancos, una línea de ferrocarril así como una estación de carretera que se ubica a la salida de la ciudad al sur. La ciudad posee tres grandes ejes de carretera que permiten ir a las ciudades de Nador (S333 al norte) , Taourirt y Oujda (N6 al este) así como Taza y Fez (N6 al oeste). 